# Пико-
 Тази статия е за десетичната представка.  За компанията вижте Пико.  
пико- (от италиански: piccolo – малък) е десетична представка от система SI, въведена през 1960 г. Бележи се с p и означава умножение с 10-12 (0,000 000 000 001; една трилионна част).
Примери:
100 pF = 100 × 10-12 F = 0,0000000001 F
30 ps = 30 × 10-12 s = 0,00000000003 s